# Parafia Wszystkich Świętych w Krzynowłodze Wielkiej
Parafia pw. Wszystkich Świętych w Krzynowłodze Wielkiej – parafia rzymskokatolicka należąca do dekanatu dzierzgowskiego, diecezji płockiej, metropolii warszawskiej.
Parafia została erygowana w XIV wieku. Obecny kościół wzniesiono w latach 1854–1859 według projektu architekta Józefa Iżyckiego z Przasnysza. Jest to świątynia neoromańska, orientowana i jednonawowa.